# Friona perliberalis
Friona perliberalis là một loài tò vò trong họ Ichneumonidae.